# Клементьево (Кольчугинский район)
Клементьево — деревня в Кольчугинском районе Владимирской области России, входит в состав Раздольевского сельского поселения.

## География
Деревня расположена в 19 километрах на юго-восток от центра поселения посёлка Раздолье и в 24 километрах на юго-восток от райцентра города Кольчугино.

## История
В конце XIX — начале XX века деревня входила в состав Черкутинской волости Владимирского уезда. В 1859 году в деревне числилось 30 дворов, в 1905 году — 47 дворов, в 1926 году — 49 хозяйств.
С 1929 года деревня являлась центром Клементьевского сельсовета Ставровского района, с 1932 года — в составе Черкутинского сельсовета Собинского района, с 1945 года — в составе Ставровского района, с 1965 года в составе — Ельцинского сельсовета Кольчугинского района, с 1983 года — в составе Павловского сельсовета, с 2005 года — в составе Раздольевского сельского поселения.

## Население
| 1859 | 1905 | 1926 |
| ---- | ---- | ---- |
| 243  | 274  | 230  |

| 1859 | 1905 | 1926 | 2002 | 2010 | 2021 |
| ---- | ---- | ---- | ---- | ---- | ---- |
| 243  | ↗274 | ↘230 | ↘14  | ↘6   | ↗10  |